# La Guerra de los Robin
La Guerra de los Robin es una historia de cruce ficcional de historietas publicada por DC Comics. El evento se desarrolló entre diciembre de 2015 y enero de 2016 en los libros La Guerra de los Robin, Grayson, Detective Comics, Somos Robin, Robin, Hijo de Batman, Academia Gotham, Red Hood/Arsenal y Jóvenes Titanes. La serie presenta numerosas encarnaciones del compañero de lucha contra el crimen de Batman, Robin, incluyendo a Damian Wayne, Tim Drake, Jason Todd y el original, Dick Grayson.

## Resumen de la trama
Un joven miembro del movimiento Nosotros somos Robin llamado Travis genera una respuesta en toda la ciudad a los vigilantes adolescentes llamados "The Robin Laws", que hacen que cualquier identificación visual o verbal con el movimiento sea ilegal. La concejal Noctua encabeza la legislación, haciéndolo ganar su lugar en La Corte de los Búhos. Duke Thomas, líder de una de las células del movimiento, llama a una reunión, que se ve interrumpida por Damian Wayne, el actual Robin, que se opone violentamente a cualquier otra persona que reclame el título. James Gordon, el actual Batman , protesta contra las órdenes de Noctua de capturar a todos los Robins, pero los sigue cuando ella se niega a ceder. Damian lo derrota, y Tim Drake y Jason Todd intervienen, diciéndole a Damian que espere a Dick Grayson, el Robin original, y agente actual de Spyral. La Corte de los Búhos asesina a Travis antes de que él pueda seguir la guía de Duke y detener la escalada de la guerra al entregarse.
Dick, Jason, Tim y Damian entrenan al movimiento Robin y los dirigen en varias misiones, todo lo cual resulta ser el plan de Dick para que las autoridades capturen a todos los Robins excepto a sí mismo para mantenerlos a salvo. Son llevados a una gran prisión secreta apodada "La jaula" que alberga una gran cantidad de celdas con barrotes aéreos que recuerdan a las jaulas de pájaros. Grayson se encuentra con Gordon, y juntos, determinan que Noctua parece estar beneficiándose de la guerra. La jaula es asumida por los búhos, quienes fuerzan a Tim y Jason a luchar hasta la muerte. En cambio, liberan a todos los Robin de las jaulas y comienzan un asalto contra las fuerzas de las garras de la Corte de los búhos.
La pelea lidera a los Robins debajo de la Academia Gotham, donde las Garras de élite, los berserkers ideados para destruir Gotham si la Corte perdía el control, están incubando. Batman, que se separó de Grayson, aparece para detener a los Garras, mientras que Grayson se encuentra con Lincoln March, quien fue liberado del castigo de la corte por su traición durante Batman Eternal para llevar a cabo su plan de atrapar a Grayson como uno de sus agentes. Han convencido a Damian de unirse a ellos para salvar a Gotham como una estratagema para que Grayson salve al joven Robin uniéndose a sí mismo. Gordon y los Robins logran destruir las Garras de élite, pero Grayson se une a los Búhos para salvar a Damian y terminar la guerra. Duke y Damian parecen hacerse amigos como consecuencia de sus pruebas. Cuando Dick se encuentra con sus hermanos en la Baticueva y explica su paradero durante la pelea con los Garras de élite, Jason, Tim y Damian expresan su preocupación por confiar en Dick cuando sienten que no está siendo honesto. Dick reconfirma su dedicación a sus hermanos y se reafirma a sí mismo como el líder, recordándoles a los tres por qué han seguido a Bruce a través de todo en primer lugar: La Familia. Luego, Grayson es bienvenido al recién ampliado Parlamento de los Búhos, mientras cumple y dice: "No soy Robin".

## Títulos principales
- La Guerra de los Robin #1
- Grayson #15
- Detective Comics #47
- We Are Robin #7
- Robin: Son of Batman #7
- La Guerra de los Robin #2

## Series implicadas
- Gotham Academy #13
- Red Hood/Arsenal #7
- Teen Titans #15